# 姚志彬
姚志彬（1953年8月—），汉族，安徽安庆人，中华人民共和国政治人物、第十一届全国政协常务委员。
1979年，毕业于安徽医学院（现安徽医科大学）医疗系，留校任教。1982年至1988年，在中山医科大学人体解剖学专业学习，先后获硕士、博士学位。1988年至1999年，在中山医科大学任教，历任讲师、副教授、教授、研究生处副处长、处长。1999年，任九三学社广东省委会副主委，中山市副市长。2002年，任九三学社中央常委、广东省委会主委。2003年，任广东省政协副主席。
2008年，当选第十一届全国政协常务委员，代表九三学社，分入第十二组。